# Dolní Jílovice
Dolní Jílovice (dříve Německý Jílovec) je malá vesnice, část města Vyšší Brod v okrese Český Krumlov. Nachází se asi 4,5 km na severozápad od Vyššího Brodu. Je zde evidováno 36 adres.  Poblíž Vltavy se tam nachází zastávka elektrifikované dráhy Rybník - Lipno nad Vltavou, nazvaná Čertova stěna.
Dolní Jílovice leží v katastrálním území Bolechy o rozloze 10,48 km². 

## Historie
První písemná zmínka o vesnici pochází z roku 1277; kdy Vítek I. z Krumlova ves daroval zlatokorunskému klášteru. Od poloviny 19. století do poloviny 20. století byly Dolní Jílovice osadou tehdejší obce Bolechy. V letech 1938 až 1945 byla ves (v důsledku uzavření Mnichovské dohody) přičleněna k nacistickému Německu.